# Higelin enchante Trenet
Albums de Jacques Higelin
Higelin Live 2000
(2000) Amor Doloroso
(2006)
Higelin enchante Trenet est le septième album live de Jacques Higelin, sorti le 12 septembre 2005. 
Composé exclusivement de reprises de chansons de Charles Trenet, il est sorti en version simple 1CD (12 titres) et en tirage limité de deux disques (18 titres).

## Édition normale
| 1.  | Un rien me fait chanter         | 3:03 |
| 2.  | Il pleut dans ma chambre        | 3;17 |
| 3.  | Coin de rue                     | 5:11 |
| 4.  | Vous êtes jolie                 | 3:16 |
| 5.  | Je chante                       | 5:02 |
| 6.  | Pauvre Georges André            | 4:17 |
| 7.  | Débit de l'eau... débit de lait | 5:37 |
| 8.  | Le Jardin extraordinaire        | 6:21 |
| 9.  | Le Soleil et la Lune            | 4:36 |
| 10. | Verlaine                        | 4:46 |
| 11. | J'ai ta main                    | 4:28 |
| 12. | Boum !                          | 4:07 |

## Édition limitée
| 1.  | Un rien me fait chanter         | 3:17 |
| 2.  | Il pleut dans ma chambre        | 3:17 |
| 3.  | Coin de rue                     | 5:15 |
| 4.  | Introduction vous êtes jolie    | 2:43 |
| 5.  | Vous êtes jolie                 | 3:22 |
| 6.  | Sur le fil                      | 6:07 |
| 7.  | L'héritage infernal             | 5:55 |
| 8.  | Débit de l'eau... débit de lait | 6:07 |
| 9.  | Le bonheur ne passe qu'une fois | 2:11 |
| 10. | Je chante                       | 5:00 |
| 11. | Pauvre Georges André            | 4:47 |

| 1. | Au domaine des esprits   | 6:13 |
| 2. | Le Jardin extraordinaire | 6:22 |
| 3. | Le Soleil et la Lune     | 6:01 |
| 4. | Verlaine                 | 4:49 |
| 5. | J'ai ta main             | 4:28 |
| 6. | Boum !                   | 3:49 |
| 7. | La folle complainte      | 5:34 |

## Classements
| Chart    | Meilleur classement | Nombre de semaines dans le Top 50 | Certification |
| -------- | ------------------- | --------------------------------- | ------------- |
| France   | 36                  | 18                                |               |
| Belgique | 83                  | 3                                 |               |
| Suisse   |                     |                                   |               |